# خط طول 7° شرق
خط طول 7° شرق هو أحد خطوط الطول الجغرافية، والتي تمتد من القطب الشمالي الجغرافي إلى القطب الجنوبي الجغرافي، وحسب التحويل الزمني يتقدم خط طول 7° شرق عن خط غرينتش بـ28 دقيقة.

## من القطب إلى القطب
ينطلق خط طول 7° شرق من القطب الشمالي نحو القطب الجنوبي مرورا بالمناطق التي ترد في الجدول التالي:
| الإحداثيات                       | البلد أو الإقليم أو البحر | ملاحظات                                                                                                   |
| -------------------------------- | ------------------------- | --- |
| 90°0′N 7°0′E / 90.000°N 7.000°E  | المحيط المتجمد الشمالي    | |
| 81°15′N 7°0′E / 81.250°N 7.000°E | المحيط الأطلسي            | |
| 62°57′N 7°0′E / 62.950°N 7.000°E | النرويج                   | Entering في Fræna in موره ورومسدال. Exiting 3 km west of Lindesnes in فست أغدر.                           |
| 58°1′N 7°0′E / 58.017°N 7.000°E  | بحر الشمال                | |
| 53°41′N 7°0′E / 53.683°N 7.000°E | ألمانيا                   | جزيرة ياوست                                                                                               |
| 53°40′N 7°0′E / 53.667°N 7.000°E | بحر وادن                  | |
| 53°19′N 7°0′E / 53.317°N 7.000°E | هولندا                    | |
| 52°38′N 7°0′E / 52.633°N 7.000°E | ألمانيا                   | |
| 52°28′N 7°0′E / 52.467°N 7.000°E | هولندا                    | |
| 52°14′N 7°0′E / 52.233°N 7.000°E | ألمانيا                   | |
| 49°11′N 7°0′E / 49.183°N 7.000°E | فرنسا                     | |
| 47°30′N 7°0′E / 47.500°N 7.000°E | سويسرا                    | لحوالي 14 km                                                                                              |
| 47°22′N 7°0′E / 47.367°N 7.000°E | فرنسا                     | لحوالي 8 km                                                                                               |
| 47°18′N 7°0′E / 47.300°N 7.000°E | سويسرا                    | |
| 46°1′N 7°0′E / 46.017°N 7.000°E  | فرنسا                     | لحوالي 14 km                                                                                              |
| 45°53′N 7°0′E / 45.883°N 7.000°E | إيطاليا                   | |
| 45°32′N 7°0′E / 45.533°N 7.000°E | فرنسا                     | |
| 45°13′N 7°0′E / 45.217°N 7.000°E | إيطاليا                   | |
| 44°15′N 7°0′E / 44.250°N 7.000°E | فرنسا                     | |
| 44°42′N 7°0′E / 44.700°N 7.000°E | إيطاليا                   | |
| 44°15′N 7°0′E / 44.250°N 7.000°E | فرنسا                     | |
| 43°33′N 7°0′E / 43.550°N 7.000°E | البحر الأبيض المتوسط      | |
| 36°54′N 7°0′E / 36.900°N 7.000°E | الجزائر                   | |
| 20°29′N 7°0′E / 20.483°N 7.000°E | النيجر                    | |
| 12°59′N 7°0′E / 12.983°N 7.000°E | نيجيريا                   | |
| 4°23′N 7°0′E / 4.383°N 7.000°E   | المحيط الأطلسي            | مرورا بغرب the جزيرة برينسيبي, ساو تومي وبرينسيب · مرورا بشرق the جزيرة جزيرة ساو تومي, ساو تومي وبرينسيب |
| 60°0′S 7°0′E / 60.000°S 7.000°E  | المحيط الجنوبي            | |
| 69°53′S 7°0′E / 69.883°S 7.000°E | القارة القطبية الجنوبية   | أرض الملكة مود، المطالب الإقليمية بالقارة القطبية الجنوبية by النرويج                                     |